# Маломощаницька сільська рада
Маломощани́цька сільська́ ра́да — колишній орган місцевого самоврядування у Здолбунівському районі Рівненської області. Адміністративний центр — село Мала Мощаниця.

## Загальні відомості
- Маломощаницька сільська рада утворена в 1940 році.
- Територія ради: 24,724 км²
- Населення ради: 907 осіб (станом на 2001 рік)
- Територією ради протікає річка Збитинка.

## Населені пункти
Сільській раді підпорядковані населені пункти:
- с. Мала Мощаниця
- с. Залібівка

## Склад ради
Рада складалася з 14 депутатів та голови.
- Голова ради: Харченко В'ячеслав Олексійович
- Секретар ради: Філонюк Ольга Володимирівна

### Керівний склад попередніх скликань
| Прізвище, ім'я, по батькові    | Основні відомості                                                                                                | Дата обрання | Дата звільнення |
| ------------------------------ | --- | ------------ | --------------- |
| Харченко В'ячеслав Олексійович | Сільський голова, 1971 року народження, освіта середня спеціальна, член Всеукраїнського об'єднання «Батьківщина» | 26.03.2006   | 31.10.2010      |
| Харченко В'ячеслав Олексійович | Сільський голова, 1971 року народження, освіта середня спеціальна, Всеукраїнське об'єднання «Батьківщина»        | 31.10.2010   |                 |

Примітка: таблиця складена за даними сайту Верховної Ради України

## Населення
Згідно з переписом УРСР 1989 року чисельність наявного населення сільської ради становила 2437 осіб, з яких 1115 чоловіків та 1322 жінки.
За переписом населення України 2001 року в сільській раді мешкало 890 осіб.

### Мова
Розподіл населення за рідною мовою за даними перепису 2001 року:
| Мова       | Відсоток |
| ---------- | -------- |
| українська | 99,78 %  |
| білоруська | 0,11 %   |
| російська  | 0,11 %   |